# 呂佺孫
呂佺孫（1804年2月23日—1857年10月18日，嘉慶甲子正月十三日卯時－咸豐丁巳九月初一日卯時），字元相，號堯仙，一號蘭溪，室名運甓軒，江蘇省常州府陽湖縣（今屬常州市）人，清朝政治人物。

## 生平
早年為監生。道光十四年（1834年）中式甲午科順天鄉試舉人。十五年（1835年），考取景山官學教習。
十六年（1836年）中式丙申恩科會試，殿試位列第二甲第三十四名進士出身。選翰林院庶吉士。十八年（1838年），散館，授翰林院編修。二十年（1840年），丁父憂去職。
二十二年（1842年），服闕，仍任翰林院編修，充起居注協修官，兼國史館協修官，協辦院事、本衙門撰文。二十三年（1843年）三月，大考翰詹，列為二等，獲賞文綺。七月，丁母憂去職。二十六年（1846年）三月，服闕。六月，以編修充方略館纂修官。七月，協辦院事，兼充功臣館提調官。
二十七年（1847年）七月，充補辦事翰林官，並以辦理院事充功臣館提調官。二十八年（1848年），充國史館纂修官。二十九年（1849年），京察一等，吏部引見後由軍機處記名以道、府用。充教習庶吉士。
三十年（1850年）正月，孝和睿皇后、道光帝先後駕崩，呂佺孫淵雅練達，受翰林院掌院學士倚重，長篇祭告文章多出其手。南書房缺人，掌院學士將呂佺孫列名於首列，但因病未能參與考試。三月，充庚戌科會試同考官，兼充實錄館纂修官。咸豐帝即位後，非常希望澄清整肅吏治，諭內外大臣保舉人才，翰林院掌院學士文慶奏保呂佺孫，咸豐帝召見文慶詢問呂佺孫的出身背景、所辦事務、所擬文章。四月二十八日，奉旨補授廣東高廉道謁見時；咸豐帝訓誨與勉勵備至，諭：「作外官仍不可脫讀書人本色。」請假於赴任途中回鄉省親。未及赴任，八月初四日，補授為四川按察使。呂佺孫上摺謝恩，並奏請陛見，咸豐帝硃批：「著毋庸前來」。十二月十八日，到四川按察使任。
四川司法案件量極為繁重，每年秋審事件往往達五六百件，呂佺孫認為按察使司是刑名總匯，如果沒有細心審理，則必定有縱放與冤枉發生，所以對於招供後解送到省的人員都細心審問查究。以往提審的案件都發交讞局委員推勘，呂佺孫則親自提審，時常審到深夜，一時間平反許多冤案。尤其留意親屬倫理問題，常說：「小民雖愚，無不可教者。教之，當自孝悌始。」又四川省嘓匪橫行，充斥道路，危害多年，呂佺孫飭令屬員廣泛搜捕，有犯必定懲處，匪眾聞風暫時收斂。
咸豐元年（1851年）五月二十三日，升授貴州布政使。六月十五日發摺謝恩並請陛見，上諭：「知道了。著毋庸前來，即速赴新任。」八月二十一日，交卸印篆。九月初八日，到貴州布政使任。九月二十四日，貴州巡撫喬用遷卒於任上，十月初六日，接獲雲貴總督吳文鎔通知奏委護理貴州巡撫印務，初八日接巡撫印。貴州位置毗鄰湖南、廣西，苗、民雜處，民情浮動，容易滋生事端，且廣西對太平天國戰爭軍情緊急，呂佺孫調遣駐兵、招募團勇，防禦攻剿並行，飭令各州縣清查保甲，貴州境內得以保持安定。同月，充辛亥恩科貴州武鄉試主考官。十一月，檢閱貴州撫標、貴陽城守營兵，清查省庫徵存銀兩收解，交代依法定時限結報，並查禁私鑄語行使小錢。十二月，指揮思州府緝獲多次搶劫拒捕的兇盜楊浪子、張化成等36人，分別按律審辦。後因給事中焦友麟上奏整頓捕務摺，咸豐帝命呂佺孫議奏，呂佺孫覆奏：「黔省地處苗疆，山深箐密，盜賊易於潛藏，請飭認真緝捕，以獲案之多寡，驗捕務之勤惰。」
二年（1852年）正月，因有人奏稱貴州苗匪結黨聚劫，官吏瞻顧處分，隱匿不辦，且貴州學政翁同書也如此奏報，咸豐帝命呂佺孫查辦。呂佺孫覆奏：「各案已獲苗匪多名，並無迴護情事。惟萬山廠等處，本產礦砂，利之所在，人盡趨之，恐有匪徒潛匿。現當廣西會匪滋擾，大兵雲集，難保不四行奔竄，已飭嚴密查拏，務使內匪無可潛蹤，外匪無從勾結。」硃批知道了。正月十六日，因新任巡撫蔣霨遠抵達貴州，仍回布政使本任。此時廣西戰事激烈，太平軍竄入湖南，貴州有奸民乘機煽動起事，勾結苗匪為患，而貴州官兵已徵調到鄰省作戰，軍營空虛，人心惶惶，呂佺孫知悉黎平府知府胡林翼才能，委任其總理省境沿邊保甲、團練事宜，制定章程，與胡林翼往返通信籌畫周詳，還將湖南、廣西境內靠近貴州的村落一體納入團練，貴州得以安穩。貴州省地丁錢糧僅十餘萬兩，一向需他省協濟，此時道路梗塞，且各省用兵耗費巨大，無法顧及貴州，戶部也無處籌款；呂佺孫努力維持，裁減冗費，加鑄當十大錢，設法流通，得以維持財政，深受巡撫蔣霨遠倚重。總督吳文鎔曾說：「藩司為通省表率，當為缺擇人，不可因人擇缺，致開調劑干求之漸。」呂佺孫嚴格約束布政使司書吏，曾有某縣出缺，書吏向呂佺孫家人探聽以誰委署，呂佺孫獲悉即立刻將該書吏斥責驅逐。五月，捐養廉銀二千兩給江蘇賑災之需。八月，充壬子科貴州鄉試提調官。九月，捐養廉銀一千兩供防堵經費，得到諭旨優敘。
三年（1853年），充癸丑科貴州鄉試監臨官、武鄉試主考官。十二月，因歷任已三年，奏請陛見。咸豐帝硃批：「著再俟三年奏請。」
四年（1854年）正月十九日，升調福建巡撫，例加兵部侍郎右副都御史銜。呂佺孫奏請赴京陛見，並率先迎摺北上，但走到湖南辰州時接獲咸豐帝硃批回覆：「知道了，不必來京。」於是改道赴福建。八月十五日，到任福建巡撫。呂佺孫考慮到福建各地會黨自前一年起事後，城邑殘破、村落蕭條、持續動盪、吏治敗壞已久，在到任日期摺中一併奏報：「閩省地處海濱，勢當繁要，上府則山深路僻，奸宄易藏，下府則俗敝風頑，兵戈未戢。至吏治之虛浮，營伍之闒冗，財用之空乏，民氣之囂張，在在均須整飭。臣受事之初，一切利弊情形未能遽悉，惟有協力圖維，與督臣虛衷商榷，事事處以實心，不敢以矜能沽振作之名，亦不敢以姑息市寬平之譽，庶幾勉竭愚忱，冀酬高厚生成於萬一。」奏入，上諭勉勵：「知道了。閩省疲玩情形甚於他省，時時振作精神，力求整頓之實。」御史蔡徵藩奏請變更閩鹺章程，戶部議按鹽場徵收，按色抽稅二條，請咸豐帝諭令呂佺孫籌辦，佺孫會同閩浙總督王懿德奏稱：「場竈均在下游，會匪餘逆未靖，民氣凋殘，難以就場徵課。至按色抽稅，現就懸額先行試辦，以冀擴充。」獲得允准施行。當時福建泉州府南安縣、延平府永安縣會匪林俊、黃有使先後起事，林俊竄入仙遊縣蓋尾鄉境內，當地烏白旗匪首領陳尾幫助林俊；呂佺孫與總督王懿德督飭官兵剿捕，擒獲陳尾，並於永春州逮捕黃有使，皆按律判處死。
十月，增設汀州府、福寧府官銀錢分局。此時有給事中奏徵收鋪租以補充軍費的方法，已於京師試辦，請求推廣到各省，一律照辦；戶部移咨到福建，呂佺孫奏言：「閩省依山濱海，地瘠民貧。省垣住家者多，開鋪者少，非京師商賈輻輳、貨物流通者可比。且每鋪月收租錢數百文至一二千文，至多不過三四千文，其中富戶十僅二三，而藉店租以為全家衣食者十居七八，即使按鋪徵收，亦屬為數有限，殊於國計無裨。至於省外各屬地方，或被匪徒滋擾，或係逼近賊氛，各自捐貲團防已覺力有未逮，更未便再議鋪租，應請一律免予徵收，以示體恤。」咸豐帝允准不徵鋪租。十一月，拆造福州廠戰船。同月，戶部因鼓鑄需銅量大，議請民間禁用五斤以下銅器；呂佺孫奏言反對：「禁止銅器，諸多未便。呈繳稍遲，差役即藉端訛索，況五斤以下者，多係常用之物，而業銅者一旦失業，恐遂流為盜賊，請弛禁以安民心。」經軍機大臣與戶部會議後採納之。十二月，漳州府漳浦縣匪徒蔡全已滋事擾亂半年，呂佺孫偕同王懿德飭令屬漳州府知府王肇謙、籠溪縣知縣趙印川接辦軍務，迅速剿除為首要犯，咸豐帝嘉獎其辦理妥速。
五年（1855年）正月，獲贈御書福字一幅。因福州寶福局缺銅，奏請鑄鐵錢以充實民間流通，獲准施行。另因御史蔣達奏請更改兵制「令計戶出丁，按戶出錢，但守鄉閭，不相徵調」，而山西巡撫恆春也奏請「裁兵節餉，富者出財、貧者出力，編練鄉兵」，兵部奏請咸豐帝發下各省督撫議奏。呂佺孫覆奏：「兵、農之分，其來已久。我朝民惟完賦，兵以衛民，即有差派，亦皆給值。閩地負山面海，兵額甲於他省，而地多斥鹵，俗悍民貧，械鬥之風幾成錮習。臺、澎又粤、閩雜處，氣類尤分，必藉客兵以資鎮壓。他若巡洋、守卡，水陸交嚴，往返動逾千里。今以獷悍之衆，授之戈矛，既恐助其驕横，又復限以方隅。不聽遠調，則撥戍、巡防更屬無從措置，是有籍丁名而無實兵之用。兼之丁糧歸併以來，任田始有錢糧，力作從無徭役，茲復以抽丁之古法，歆以免役之空言，不獨民易阻疑，抑恐糧多抗欠。況兵額既改，營制自裁，而所抽之丁若隸州縣，則牧令盡掌兵權，仍設營官，則將備兼理民事，尤與大局相妨。至於富出財而貧出力，必宼患逼處，民有戒心，行之一時，未嘗無效，然人情懈於已安，民力難以持久，安可編為定額？遂欲議以裁兵，不如仍遵舊制，以免紛更。」奏摺遞入，咸豐帝認為呂佺孫所奏明白清晰，諭不必改制。
又因福建自咸豐三年開徵茶稅，所徵甚微，而連年用兵，藩庫存銀已用盡，其他省份協濟的餉銀也落空，於是呂佺孫考量茶販之情形後與王懿德商議，共同奏請改革茶稅：「閩省商販茶葉，向不頒給執照，徵收課稅。自道光二十九年，直隸督臣訥爾經額以商人之販閩茶者，官私莫辨，議請由產茶之崇安縣給照給照，經過關隘，驗稅放行。嗣因產茶不止一處，商人散赴各縣購買，繞道出販，復經撫臣王懿德奏請，自咸豐三年為始，凡出茶之沙、邵武、建安、甌寧、建陽、浦城、崇安等縣，一概就地徵收起運茶稅，由各縣給照販運，先後下部議准。自粵匪滋事，各省茶販裹足不前，恐藉茶維生之人失業生事，不得已暫弛海禁，於是閩茶盡入海，各路茶販，遂運茶至省，不從各關經過，不特本省減稅，江浙各關稅課愈減，即粵、江西亦形短絀，而商利乃大肥，逐末者益眾。臣履任後，遍詢茶商獲利，較前不啻倍蓰，商利益厚，正賦轉虧。現粵匪未平，軍需孔急，因思茶乃閩地所產，類於濱海之鹽，茶商身擁厚資，什一取盈，初無所損，且徵諸販客，不致擾累貧民，完自華商，無慮糾纏夷稅。以天地自然之利，為國家維正之供，迥非添設科條、加增田賦者比。應請徵收稅銀，以抑逐末而裕國課。並擬章程四條：一、在附省扼要處所設關增卡以便盤驗；一、定課則以裕經費；一、給印照以憑稽覈；一、嚴法制以杜擾累。連界各省，亦應一體設立，俾免趨避。請自咸豐五年始，凡販運茶斤，概行徵稅，所收專款，留支本省兵餉。惟創行伊始，多寡未能預定，俟行一二年後，再行比較定額。」咸豐帝發交戶部議准施行。
二月，會奏酌議勸捐兵餉章程，並改造臺灣道廠戰船。三月，修臺灣、福州等廠、臺協烽火各營戰船，並會奏請撥兵餉。此時太平天國竄擾江西，攻陷廣信府，廣信與福建接壤，且為上游要害，福建邵武府、建寧府為之震動，呂佺孫急速調兵，與江西協剿防堵。江西缺乏軍餉，向福建告急，有人認為福建尚且不足，無法顧及江西；呂佺孫認為沒有江西就沒有福建，便著手籌款解送。五月，起運運往天津的漕米，並奏請暫停米捐採買。六月，會奏捐輸成數，酌加科舉中額、學額。七月，因各省提議於商販抽徵釐金，戶部奏請由福建調查情形、計劃籌辦，呂佺孫會奏：「閩省濱海巖疆，物產稀少；水路則灘河險阻，陸路則山嶺崎嶇，是以商賈鮮出其途，較之江南各處水陸交衝、貨販薈萃者，情形迥異。自咸豐三年上下游會匪滋事之後，民氣凋殘，本地客販半皆歇業。偶有商販貿易，成本均屬無多。設局抽釐，為數有限，不足以助餉項。再三籌度，實有窒礙難行之處，相應據實奏懇請天恩俯准免予抽釐，以安民業。」又奏請豁免福寧府受水災影響的田地錢糧，都得到准許。八月，充任乙卯科福建鄉試監臨官；增建寶福局鑄爐，並分建官廠，新設十二爐，增加鑄幣量。九月，修造臺灣廠戰船。十月，充任乙卯科福建武鄉試主考官。十一月，修造漳州廠戰船；並抽查保甲。十二月，修造福州廠戰船。會奏各府屬未補倉穀，請緩發買，並飭查保甲。又會奏緩徵各受會匪影響府縣的地丁正耗錢糧。
六年（1856年）正月，獲贈御書福字一幅；奏請撥兵餉。三月，清查錢糧二限各地方官員完欠數額；修造漳州廠戰船。此時太平天國連續攻陷江西各縣，呂佺孫與總督王懿德分別派遣兵將扼守省界要隘，屢次擊退太平軍；軍情緊急，軍書旁午，前線稟報呂佺孫都親自批答，常至半夜子時，積勞成疾，體力逐漸不支。旁人進言讓屬員攝理部分事務，呂佺孫表示：「吾受恩深重，未效涓埃，況當國家多事之秋，苟稍耽安逸，何以上副宵旰耶？」四月，會奏籌辦捐輸防剿經費酌議章程。五月，會奏請補發空白捐輸執照；飭令府縣捕獲行劫南臺島盜犯程智泉等6名，分別審辦。六月，修造臺灣廠戰船；奏報奏銷掣肘情形。七月，會同總督奏請頒發空白監照。江蘇、浙江大旱，外省米商無法運販，缺糧危急，呂佺孫急諭臺灣商人運米至上海接濟，江浙得以安穩。九月，會奏勸捐兵餉防剿經費案內，佐雜各員仍准捐納、免驗看；飭令下屬捕獲福寧府會匪謝成汶等36人；奏報漳州府屬龍溪縣、南靖縣、平和縣水災，委任屬員勘災撫卹。十月，會奏勸捐防剿經費，請照原奏七折收兌。十月初二日，因入秋以後精神更加衰減，恐怕貽誤公事，發摺請假兩個月。十一月十一日，上諭：「呂佺孫奏患病未痊，懇恩賞假一摺，呂佺孫著賞假兩個月，安心調理。福建巡撫印務著慶端暫行護理。」至十二月，病情惡化，言語困難，精神恍惚，醫藥無效。七年（1857年）正月初八日，解任調理。五月，自福建返回江蘇原籍，已病重無法出聲。九月初一日，卒，年五十四歲。
呂佺孫陳奏的事件，大都洞切事理，例如停鋪租、飭鹽課、榷茶稅、免抽釐、弛銅禁、鑄鐵錢及請豁水田錢糧，都獲得採納施行，福建軍需得以充實而不危害百姓。佺孫工於書法，嗜好金石學。

## 著作
- 《運甓軒錢譜》四十卷。
- 《秦漢百磚考》一卷。[11]
- 《紅岩碑縮臨本》

## 家族
呂佺孫為毗陵呂氏第十五世。
- 六世祖：呂宮（1603年－1664年），順治四年狀元，官至太子太保內秘書院大學士。
- 六世祖母：朱氏，誥封一品夫人，萬曆十九年經魁朱衣之女。

- 五世祖：呂方洪，邑增生，恩廕員外郎。
- 五世祖母：吳氏，順治十二年進士山西寧武道吳來紱之女。

- 高祖：呂廷鵷，歲貢生，官泰州儒學訓導。
- 高祖母：陸氏，邑庠生陸登岐之女，萬曆三十五年進士兵部尚書陸完學曾孫女。

- 曾祖：呂瀶，乾隆十九年進士，官至山西汾州府清軍同知。
- 曾祖母：吳氏，誥封太淑人，郡庠生吳宏之女，萬曆三十二年探花吏部尚書建極殿大學士吳宗達玄孫女。

- 祖父：呂爾禧，乾隆四十八年舉人，官浙江桐鄉縣知縣。
- 祖母：蔣氏，誥封太恭人，廣東嘉應直隸州知州蔣龍昌之女，雍正四年舉人倉場侍郎蔣炳孫女。

- 父：呂子班（1782年－1838年）：嘉慶七年進士，官至浙江寧波府知府。
- 嫡母：崔氏（1781年－1843年），子班正室，乾隆四十九年進士河南南汝光道崔景儀胞妹，乾隆二十六年進士湖北荊宜施道崔龍見與錢孟鈿長女，雍正元年進士河南南汝道崔琳孫女，乾隆十年狀元刑部左侍郎錢維城外孫女。
- 生母：張氏（1785年－1861年），子班側室，誥封一品太夫人。

- 佺孫排行第一，有弟四人、姊妹二人：
  - 呂佶孫（1805年－1853年），道光十五年舉人，官四川墊江縣知縣。娶崔氏（1807年－1861年），乾隆四十九年進士河南南汝光道崔景儀五女，乾隆二十六年進士湖北荊宜施道崔龍見孫女。
  - 呂備孫（1809年－1843年），道光二十年舉人，揀選知縣。娶毗陵惲氏（1808年－1839年），乾隆五十九年舉人浙江海寧州知州惲敷三女。
  - 呂倌孫（1811年－1859年），道光十八年進士，官廣東韶州府知府。娶毗陵莊氏（1814年－1899年），嘉慶七年進士河南懷慶府通判莊詵男次女。
  - 呂俁孫（1818年－1850年），道光二十六年舉人，官崑山縣儒學教諭。娶武進前街董氏（1818年－1837年），嘉慶四年進士河南汝州直隸州知州董大醇之女；繼娶徐氏（1818年－1848年），嘉慶十三年舉人徐以錞之女；繼娶莊氏（1832年－1880年），莊康庶之女。
  - 姊妹一，適道光元年舉人廣東澄海縣知縣趙鈞謨，道光元年舉人候選知縣趙藹庭。
  - 姊妹二，適趙鈞謨為繼室。

### 妻室
- 正室：武進羅墅灣謝氏（1804年－1861年），誥封夫人，監生謝戴禮之女。
- 側室：蘇氏（1820年－1903年），貤封宜人。
- 側室：盧氏（1822年－1859年），例贈孺人。
- 側室：沈氏（1823年－？年），例贈孺人。

### 子女
有八子五女。
- 長子：呂懋恆（1824年－1902年），謝氏出，廩貢生，官至湖南麻陽縣知縣，候補直隸州知州。娶安徽盱眙汪氏（1826年－1878年），河南彰德府知府汪根敬之女，嘉慶二十二年進士陝西按察使汪任孫女。
- 次子：呂懋榮（1833年－1891年），謝氏出，監生，官浙江歸安縣知縣。娶孫氏（1833年－1855年），監生孫劼之女；繼娶太倉王氏（1834年－1871年），監生王曦之女。
- 三子：呂懋承（1841年－1900年），盧氏出，監生，同知銜江西候補知縣，署永新等縣知縣。娶長洲宋氏（1842年－1903年），甘肅同知宋甡之女。
- 四子：呂懋典（1843年－1889年），盧氏出，出嗣弟俁孫。監生，浙江候補縣丞。娶汪氏（1843年－？年），候補同知汪鏞三之女。
- 五子：呂懋基（1845年－？年），沈氏出，監生，五品銜浙江候補鹽大使。娶山陰薛氏（1845年－？年），湖南邵陽縣知縣薛炳暉之女。
- 六子：呂懋官（1847年－1899年），蘇氏出，邑庠生，四品銜分部郎中。娶史氏（1850年－1901年），道光十八年進士浙江寧紹台道史致諤之女。
- 七子：呂懋愷（1855年－？年），沈氏出，監生，官湖北天門縣縣丞，署武昌府經歷。娶長沙李氏（1854年－？年），候選同知李懋修之女。
- 八子：呂懋宣（1857年－？年），蘇氏出，邑庠生。娶溧陽史氏（1855年－？年），湖北安陸府知府史書青之女。

- 長女，謝氏出，適咸豐九年進士湖北督糧道惲彥琦，道光十八年進士江西巡撫惲光宸長子。
- 次女，謝氏出，適議敘八品銜趙曾祉，道光二十年舉人趙起四子。
- 三女，蘇氏出，字武進西營劉氏 劉恂，河南滎陽縣知縣劉瀛五子，未嫁卒。
- 四女，蘇氏出，未字卒。
- 五女，沈氏出，適武進西營劉氏 候選員外郎劉鏞，道光二十四年舉人福建按察使劉翊宸長子。